# رياح الخماسين (مسلسل)
مسلسل تلفزيوني سوري اجتماعي أنتج سنة 2008 من إخراج هشام شربتجي ، قصة وسيناريو وحوار اسامة إبراهيم ومن إنتاج شركة لين، أوقف عرض المسلسل بعد عرض ثلاث حلقات منة، لكن المخرج رفع دعوى قضائية ضد مديرة التلفزيون السوري ومدير الرقابة في التلفزيون لذلك شكل لجنة جديدة لفحصه وبعدها تم عرض المسلسل 

## قصة المسلسل
تدور أحداث المسلسل في مدينة اللاذقية وأطرافها عن سجين سياسي افرج بعد 15 سنة من اعتقاله وهو فريد أبو خليل أسعد فضة وعندما يصل منزله يبدو واضحا بأنه لم يلتقي بأولاده ولا بزوجته أحلام سلمى المصري طيلة فترة اعتقاله، أولادة الثلاثة ماهر وسيم الرحبي وزياد مجد فضة ونزار كنان العشعوش وبنته دلع فوجئوا بدخول هذا الشخص لحياتهم. فريد يريد أن يعمل لكي يعيل عائلنه فيقرر فتح دكانهم القريب من بيتهم الذي أشتراه زوجته أثناء اعتقاله وذلك بعد مشاوراته مع صديقيه يعرب عبد الحكيم قطيفان والدكتور حسين اللذان أنهيا فترة محكوميتهما قبله وخرجا من السجن. بعد خروج فريد أبو خليل من السجن يخاف بعض الأشخاص الذين تمسكوا بمقاليد السلطة في المدينة وهم غير آهلين لذلك من أن يقوم فريد بفضحم والكتابة عنهم فيقرر نادر فائق عرقسوسي أن يستبق الأمور لكي يمنعه من ذلك من خلال الضغط عليه وتخويفه، لكن فريد كان أذكى من ذلك بكثير ويبدو أن السجن قد أفاده كثيرا فظهر بشخصية هادئة وحاول الابتعاد عن كل ما يمكن أن يسبب له المشاكل وتعامل بحكمة ودراية وبعد نظر عن كل المعقوقات والمشاكل التي واجهته وعائلته وكانت السلطة قد نشرت بين الناس ان فريد أبو خليل سجن بسبب التجسس على أمن البلد وهي تهمة ملفقة لم يصدقها إلا قلة من الناس. المفسدون المتمسكون بمقاليد إدارة المدينة حاولوا الضغط على صديقي فريد بشتى الطرق، لذلك انسحب صديقه الدكتور حسين بهدوء عندما أحس بالإهانة أمام مراجعيه عندما استدعوه لمركز الأمن وحققوا معه عن علاقته ب فريد أبو خليل فقرر الدكتور حسين أن يغلق عيادته ويبيع منزله ويتوارى عن الأنظار.
فريد وبسبب تعامله الجيد مع الزبائن أصبح ينافس دكان جاره أبو عبده جمال العلي الذي أصبح يجلس وحيدا في دكانه ويفقد الزبون تلو الآخر بسبب استماعه لنصائح صديقه السيء خليل الذي يتردد عليه يوميا وبدأ الناس ينفرون منه ويذهبون إلى دكان فريد ويشترون منه مما أثار حفيضة أبو عبده الذي يكره فريد ويصفه بالجاسوس والخائن لبلده، أما فريد فكان يعلم أن معدن أبو عبده جيد لكن صديقه السيء هو من يدفعه لأن يسلك هذا السلوك والأشخاص الذين كانوا يعتقدون أن فريد أبو خليل هو جاسوس وإنسان سيء بعد أن شاهدوه عن قرب ثبت لهم عكس ذلك تماما وبدأ الجميع يثقون بهذا الشخص النزيه الوطني المخلص لبلده وشعبه.
محمود شقيق أحلام زوجة فريد أبو خليل وهو شخصية محورية في هذا المسلسل وهو المسؤول الأمني في المدينة، لا يظهر طيلة حلقات المسلسل ولكن تأثيره يظل واضحا للعيان ويفتخر به كثيرا كل من شقيقه الأصغر ناصر ميلاد يوسف وشقيقته فريال رباب كنعان ، أما أحلام زوجة فريد فتحاول قدر الإمكان عدم سرد أسم شقيقها محمود لكي لا يغضب زوجها لأنه كان السبب في اتهام فريد واعتقاله 15 سنة.
يعرب عبد الحكيم قطيفان أقرب أصدقاء فريد الذي خرج قبله من السجن قرر أن يعمل في القطاع الخاص وأستطاع أن يحصل على ثروة لا بأس بها ومن خلال عمله كون صداقات مع شخصيات عديدة في المدينة.. يعرب هو أكثر شخص يعرف فريد ويثق به ثقة تامة وهو مستعد دائما لمساعدتة، يعرب أنفصل عن زوجته سوسن صباح بركات وله منها بنت اسمها بيسان كندة حنا تعيش مع امها في حي شعبي، لكن بيسان تضغط على والدها من أجل الانتقال إلى منطقة أخرى فيقرر والدها يعرب شراء شقة لهم، بيسان فتاة شقية ومراهقة لا ابالية كثيرة الطلبات من أبوها الذي أفسدها بدلاله لها. فريال رباب كنعان العانسة تحاول التقرب من يعرب لكنه لا يعير لها أي اهتمام رغم انه خرج معها مرة واحدة في مكان عام لتناول الغذاء، لكن سوزان ديمة قندلفت وهي بنت ذات نفوذ قوي تستطيع التقرب من يعرب ويقعان في علاقة رغم ان سوزان مخطوبة ل نادر.
زياد مجد فضة الابن الأوسط ل فريد أبو خليل يسلك سلوك خاله ناصر فيقوم بأغتصاب فتاة في شقة خالة وتحبل الفتاة أثر ذلك ويكتشف الموضوع فيتدخل فريد ويقوم بتزويجها من ابنه زياد.
لا تتوقف السلطة الفاسدة في المدينة من الضغط على فريد عن طريق توريط أشقاءه أبو طارق فايز قزق ويوسف نضال سيجري اللذان يعيشان في القرية القريبة لمدينة اللاذقية فيموت أبو طارق رعبا بعد تهديده بالقتل ويدخل يوسف السجن بعد أن ورطه أحد رجال محمود في عملية مدبرة للثأر من فريد أبو خليل.
أخيرا وبعد أن تقرر الحكومة إبعاد المفسدين عن السلطة الأمنية في المدينة وأولهم محمود وبعد أن يتخرج أولاد فريد من الجامعة وصار بإمكانهم الاعتماد على أنفسهم يؤجر فريد دكانه ل أبو عبده ويبدأ بكتابة ما كان يخشاة الجميع وسمى كتابه ( تصبح على خير يا وطني ).

## الممثلون
| - أسعد فضة بدور فريد أبو خليل - سلمى المصري بدور أحلام - فايز قزق بدور أبو طارق - نضال سيجري بدور يوسف - عبد الحكيم قطيفان بدور يعرب - ديمة قندلفت بدور سوزان - ميلاد يوسف بدور ناصر - زهير عبد الكريم بدور أبو تمام - أمانة والي بدور ام تمام - أنطوانيت نجيب بدور ام فريد - رباب كنعان بدور فريال | - ضحى الدبس بدور ام طارق - وسيم الرحبي بدور ماهر - مجد فضة بدور زياد - كنان العشعوش بدور نزار - آلاء عفاش بدور مرح - عمر حجو بدور أبو علي - مجد نعيم بدور عفاف - لينا الأحمد بدور سلمى - سوسن أبو الخير بدور هدى - لقمان ديركي بدور فواز - يحيى بيازي بدور مؤيد | - عدنان أبو الشامات - كندة حنا بدور بيسان - وجدي عبيدو بدور طارق - وائل أبو غزالة بدور منير - فائق عرقسوسي بدور نادر - رنا ريشة - رجاء قوطرش - صباح بركات بدور سوسن - جمال العلي بدور أبو عبده - غادة بشور بدور ام صبحي - هالة حسني |